# Teodoro Mayer
Teodoro Mayer  (* 17. Februar 1860 in Triest, Kaisertum Österreich; † 7. Dezember 1942 in Rom) war ein italienischer Politiker und Gründer der Tageszeitung Il Piccolo.

## Leben
Teodoro Mayer wurde  am 17. Februar 1860 in der damals zu Österreich gehörenden Hafenstadt Triest geboren. Sein Vater Ladislao gehörte einer jüdischen Familie aus Ungarn an, seine jüdische Mutter Zenobia Ascoli kam aus Senigallia. Mayer begab sich bereits nach der Grundschule in die Arbeitswelt, wo insbesondere sein Interesse für den Journalismus und Briefmarken geweckt wurde. 1875 gründete er im Alter von 15 Jahren sein erstes Tagesblatt Corriere dei Francobolli. 1879 wurde das Blatt über Briefmarken durch die Werbeschrift Inevitabile ersetzt, die er bis 1884 herausbrachte.
In derselben Zeit gründete Mayer die Tageszeitung Il Piccolo, die am 29. Dezember 1881 zum ersten Mal erschien. Trotz anfänglicher Schwierigkeiten erreichte das Tagesblatt am Ende des 19. Jahrhunderts eine bemerkenswert hohe Auflage. Um 1900 enthielten die Artikel zunehmend politische Themen, die insbesondere die Meinung des Irredentismus widerspiegelten. Die Auffassung und Ideologie der irredentistischen Bewegung wurden somit auch an Schichten mit niedrigerem Bildungsniveau weitergeben.
Nach dem Ende des Ersten Weltkriegs wurde Mayer 1920 zum Senator ernannt. 1938 musste der jüdische Mayer aufgrund der italienischen Rassengesetze (leggi razziali) seinen Besitz an der Tageszeitung Il Piccolo im Rahmen der Arisierung aufgeben.
Er war Träger der folgenden Auszeichnungen: Commendatore (1919), Grande ufficiale (1932) und Gran cordone dell’Ordine della Corona d’Italia (1933), Commendatore dell’Ordine dei SS. Maurizio e Lazzaro (1919).
Mayer starb am 7. Dezember 1942 in Rom.